# Габър (село)
 За селото в Република Македония вижте Габър (община Крива паланка).  За дървото вижте Габър (род).
Габър е село в Югоизточна България. То се намира в община Созопол, област Бургас.

## География
Село Габър се намира на 30 км от Бургас по посока Малко Търново. Свито в полите на Странджа планина, с чистия си въздух и красивата природа селото е благоприятно за селски туризъм и почивка.

## История
До 1934 година името на селото е Джемерен.
При избухването на Балканската война в 1912 година 1 човек от Джемерен е доброволец в Македоно-одринското опълчение.

## Население

### Етнически състав
Преброяване на населението през 2011 г.
Численост и дял на етническите групи според преброяването на населението през 2011 г.:
|                     | Численост |
| Общо                | 275       |
| Българи             | 134       |
| Турци               | -         |
| Цигани              | 140       |
| Други               | -         |
| Не се самоопределят | -         |
| Неотговорили        | 1         |

## Личности
Родени в Габър
- Янаки Кралев (1879 - ?), деец на ВМОРО, участник в Илинденско-Преображенското въстание в 1903 година с четата на Иван Варналиев[5]